# Georges le petit curieux 3 : Retour à la jungle
Pour plus de détails, voir Fiche technique et Distribution.
Georges le petit curieux 3 : Retour à la jungle (Curious George 3: Back to the Jungle) est un long métrage d'animation américain de Phil Weinstein sorti en 2015.

## Synopsis
Un homme du nom de Houston a demandé à George de voler dans l'espace pour lancer "Project Stop Flooding". Sa mission est de prendre le RDS (un outil sur mesure qui contrôle les barrages en Afrique centrale pour empêcher les inondations) et de le retirer d’un satellite dans l’espace. Le satellite est cassé et, quand George amènera le RDS sur Terre, il l'installera sur l'un des barrages. Ted (l'homme au chapeau jaune) accepte, mais seulement si George peut compléter la formation. George complète la formation et va dans l'espace. Pendant qu’il est dans l’espace, il perd presque le RDS et sa capsule spatiale s’abîme sur la Terre. C'est parce que l'eau de George a détruit les contrôles. George éjecte, mais est perdu en Afrique centrale.
Houston, Andrew et Ted se rendent en Afrique centrale pour retrouver George. Il pourrait être dans un rayon de 500 miles. Cinq équipes de recherche le recherchent, mais plus tard, Ted part à la recherche de George. Ted n'a aucune communication avec Houston et George pourrait être très loin, très loin.

## Fiche technique
- Titre : Georges le petit curieux 3 : Retour dans la jungle
- Titre original : Curious George 3: Back to the Jungle
- Réalisation : Phil Weinstein
- Scénario : Chuck Tately d'après la série de livres de Margret Rey et H. A. Rey
- Musique : Heitor Pereira
- Montage : Roger Hinze
- Production : Cai Yu-lan, Oliver Guse et Share Stallings
- Société de production : Imagine Entertainment, Universal 1440 Entertainment et WGBH
- Pays :  États-Unis
- Genre : Animation, aventure et comédie
- Durée : 81 minutes
- Dates de sortie : 
  -  États-Unis : 23 juin 2015 (DVD)

## Distribution

### Voix originales
- Frank Welker : George
- Jeff Bennett : Ted
- John Goodman : Hal Houston
- Angela Bassett : Dr. Kulinda
- Alexander Polinsky : Andrew

### Voix françaises
- Xavier Fagnon : Ted
- Jacques Frantz : Hal Houston
- Maik Darah : Dr. Kulinda

### Voix québécoises
- François Godin : Ted
- Yves Corbeil : Houston
- Claudine Chatel : Dre. Kulinda
- Eric Paulhus : Andrew